# Анна Пальм де Роса
Анна Пальм де Роса (Роза) (швед. Anna Palm de Rosa, повне ім'я Anna Sofia Palm de Rosa; 1859—1924) — шведська художниця-пейзажистка.

## Життєпис
Народилася 25 грудня 1859 року в Стокгольмі в родині художника Густафа Вільгельма Пальма і Єви Сандберг (Eva Sandberg), дочки художника Юхана Густафа Сандберга.
Анна здобула приватну освіту від батька, викладача у Початковій школі малювання (Elementarteckningsskolan), яка готувала учнів до навчання в Королівській академії мистецтв. Саму академію вона не відвідувала, бо на той час туди не приймали жінок. У 1880-х роках вона стала ученицею історичного художника Едварда Персея і пейзажиста Пера Холма. У 1885 році, за підтримки батьків, Анна вирушила до Європи, де провела деякий час у Скагене, потім навчалася у художника-мариніста Романа Степпе (Romain Steppe, 1859—1927) в Антверпені та деякий час провела в Парижі.
Анна Пальм де Роса була однією з 84 художників, які в 1885 році підписали листа з закликом до радикальних змін у навчанні в Шведській академії мистецтв, яке вони вважали застарілим. Вона виставлялася в академії в 1885 і 1887 роках і з 1889 по 1891 роки викладала в ній акварельний живопис. Вона також була членкинею новоствореної асоціації шведських художниць Svenska konstnärinnor.
Напередодні Нового 1895 року, де ла Роса покинула Швецію і більше до неї не поверталась. Провівши рік в Парижі, переїхала до Італії, де познайомилася з військовим, піхотним лейтенантом Альфредо де Роса (Alfredo de Rosa). Після весілля в Парижі в 1901 році пара переїхала спочатку на Капрі, потім в 1908 році влаштувалася в Мадонна-дель-Арко, район Сант-Анастасія, недалеко від Неаполя. В Італії продовжувала писати стокгольмські мотиви з фотографій, зроблених Франсом Клеммінгом та іншими фотографами. Під час Першої світової війни, коли чоловіка призвали в діючу армію, багато писала, особливо пейзажів навколо Неаполітанської затоки. Працювала аж до своєї смерті 2 травня 1924 року.

## Творчість
Акварелі морських сцен з пароплавами і вітрильними кораблями, які Анна Пальм де Роса створювала в Швеції, сприяли зростанню її популярності. Вона почала писати багато ведут, щоб задовольнити своїх численних клієнтів, а також сцени зі Стокгольма; створила цикл робіт, присвячених Королівському палацу. Писала також ідилічні картини, найчастіше аквареллю, на шведські мотиви і мотиви з Франції та Італії з композиціями, в яких були присутні сільські жителі і коні. Створювала поштові листівки, зокрема різдвяні.
Роботи Анни Пальм де Роса зберігаються у багатьох музеях скандинавських країн, включаючи Національний музей Швеції, Гетеборзький художній музей і Музей Богуслена, в бібліотеці Уппсальського університету, в музеях Норрчепінга та Гельсінкі.
- Деякі праці

"Деякі
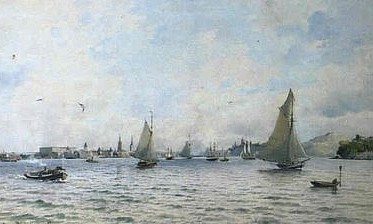
Stockholm från Mälaren, 1900
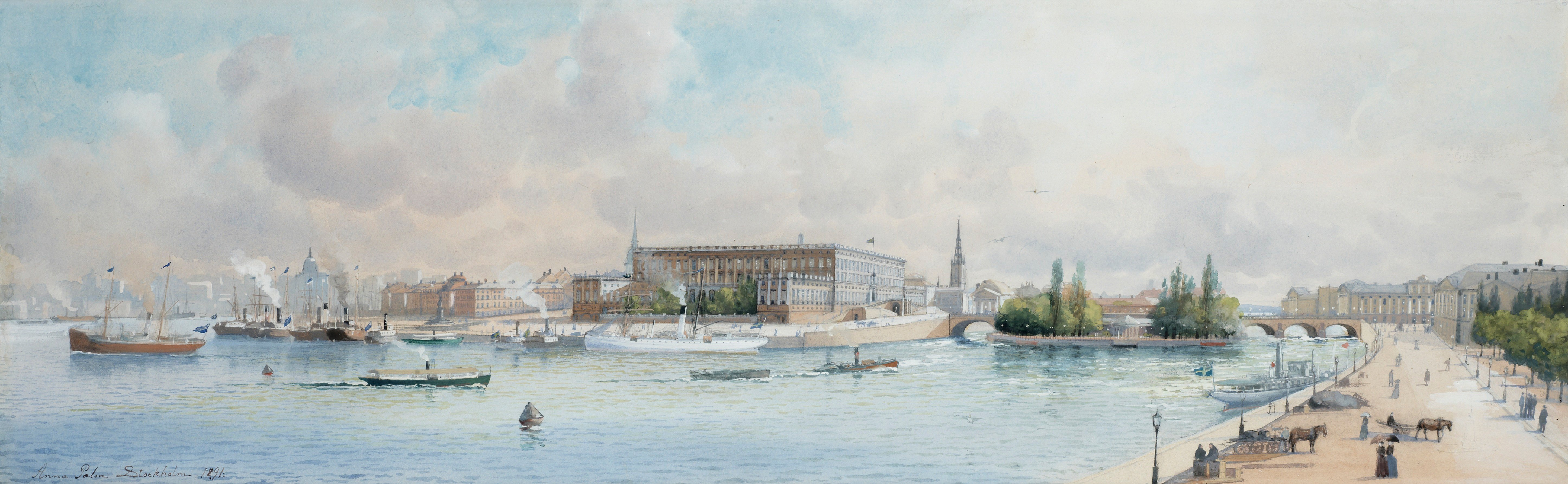
Panoramavy över Stockholms slott, 1891
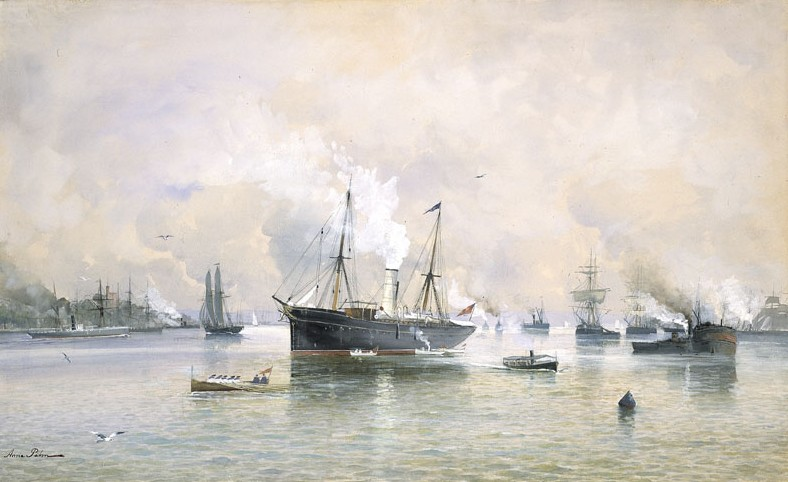
Stockholms ström, 1890